# ULTRA SUPER ANIME TIME
『ULTRA SUPER ANIME TIME』（ウルトラスーパーアニメタイム） は、2015年7月から2016年6月までTOKYO MXおよびBS11にて放送されていたアニメ枠の名称である。略称は「USAT」。企画はウルトラスーパーピクチャーズで、忙しい現代人に合わせて30分枠でショートアニメを3本放送した。1本約8分。キャッチコピーは『30分で3本見られる手軽でリッチなアニメの時間――ウルトラスーパーアニメタイム！』。
1クールごとに放送作品とともにキービジュアルが変更され、一部の局では新番組扱いとなった。なお、それぞれのクールにおいての呼称に表記揺れが生じているが、この記事では○th SEASONの形で統一する。

## ナビゲーションキャラクター
スピカ
声 - 石原夏織（ゆいかおり）
ウルトラスーパーピクチャーズのイメージキャラクター。ロングヘアで青を基調としている。セクシーなお姉さんスタイル。「うっぴー」という黒い生き物を連れている。
スマ子
声 - 小倉唯（ゆいかおり）
グッドスマイルカンパニーのイメージキャラクター。ツインテールで赤を基調としている。キュートな少女スタイル。「ねんどろん」という黄色い生き物を連れている。

## スタッフ
- 企画 - 松浦裕暁
- プロデュース - 平澤直、宇佐義大、里見哲朗、平野拓哉（1st SEASONではアシスタントプロデュース）、宮田成彬（2nd SEASON）
- アシスタントプロデュース - 戸田力良、五十嵐大悟（1st SEASON）
- 広報・宣伝 - 横山巧、宮原恵、白岡理奈
- ジングル制作 - サンジゲン
- 製作 - ウルトラスーパーピクチャーズ

## ジングルテーマ
「ウルトラスーパーアニメタイム」
作曲 - 上松範康（Elements Garden） / 編曲 - 藤田淳平（Elements Garden） / コーラス - スピカ（石原夏織）&スマ子（小倉唯）
SEASONごとにアレンジが異なる。また、SEASON2以降は毎回オープニングイラストの一部が変わっていく。

## 作品リスト
アニメーション制作の「★」は、ウルトラスーパーピクチャーズの子会社ではないものを表す。
| 放送順                          | 番組名                                   | アニメーション制作                                      | 備考 |
| 2015年7月 - 9月（1st SEASON）   | 2015年7月 - 9月（1st SEASON）            | 2015年7月 - 9月（1st SEASON）                           | 2015年7月 - 9月（1st SEASON）                                                                                     |
| ------------------------------- | ---------------------------------------- | ------------------------------------------------------- | --- |
| 1枠目                           | ミス・モノクローム -The Animation- 2     | サンジゲン・ライデンフィルム                            | 第1期はテレビ東京で放送                                                                                           |
| 2枠目                           | うーさーのその日暮らし 夢幻編            | サンジゲン                                              | 第1期・第2期はテレビ東京で放送                                                                                    |
| 3枠目                           | わかば*ガール                            | Nexus★                                                  | |
| 2015年10月 - 12月（2nd SEASON） |                                          |                                                         | |
| 1枠目                           | ハッカドール THE あにめ〜しょん          | Creators in Pack★ （協力：トリガー）                    | |
| 2枠目                           | ミス・モノクローム -The Animation- 3     | サンジゲン・ライデンフィルム                            | |
| 3枠目                           | 影鰐-KAGEWANI-                           | Tomovies★                                               | |
| 2016年1月 - 3月（3rd SEASON）   |                                          |                                                         | |
| 1枠目                           | おしえて! ギャル子ちゃん                 | feel.★                                                  | |
| 2枠目                           | 石膏ボーイズ                             | ライデンフィルム                                        | |
| 3枠目                           | 旅街レイトショー（1月）                  | コミックス・ウェーブ・フィルム★ （協力：スタジオ地図★） | コミックス・ウェーブ・フィルム オムニバス各作品 （全4話）を1ヶ月ずつ放送                                          |
| 3枠目                           | この男子、魔法がお仕事です。（2月）      | コミックス・ウェーブ・フィルム★                         | コミックス・ウェーブ・フィルム オムニバス各作品 （全4話）を1ヶ月ずつ放送                                          |
| 3枠目                           | 彼女と彼女の猫 -Everything Flows-（3月） | ライデンフィルム京都スタジオ                            | コミックス・ウェーブ・フィルム オムニバス各作品 （全4話）を1ヶ月ずつ放送                                          |
| 2016年4月 - 6月（4th SEASON）   |                                          |                                                         | |
| 1枠目                           | 宇宙パトロールルル子                     | トリガー                                                | |
| 2枠目                           | 影鰐-KAGEWANI-承                         | Tomovies★                                               | |
| 3枠目                           | ぷちます! -ぷち・アイドルマスター-       | ギャザリング★                                           | 当初予定の『神撃のバハムート マナリアフレンズ』（スタジオ雲雀） 放送延期 に伴う穴埋めとして再編集の上で実質再放送 |

## 放送局
| 放送地域   | 放送局     | 放送期間                 | 放送時間                     | 放送系列   | 備考         |
| 1st SEASON | 1st SEASON | 1st SEASON               | 1st SEASON                   | 1st SEASON | 1st SEASON   |
| ---------- | ---------- | ------------------------ | ---------------------------- | ---------- | ------------ |
| 東京都     | TOKYO MX   | 2015年7月3日 - 9月25日   | 金曜 23:00 - 23:30           | 独立局     |              |
| 日本全域   | BS11       | 2015年7月6日 - 9月28日   | 月曜 1:00 - 1:30（日曜深夜） | BS放送     | 『ANIME+』枠 |
| 2nd SEASON |            |                          |                              |            |              |
| 東京都     | TOKYO MX   | 2015年10月2日 - 12月25日 | 金曜 23:00 - 23:30           | 独立局     |              |
| 日本全域   | BS11       | 2015年10月5日 - 12月28日 | 月曜 1:00 - 1:30（日曜深夜） | BS放送     | 『ANIME+』枠 |
| 3rd SEASON |            |                          |                              |            |              |
| 東京都     | TOKYO MX   | 2016年1月8日 - 3月25日   | 金曜 23:00 - 23:30           | 独立局     |              |
| 日本全域   | BS11       | 2016年1月11日 - 3月28日  | 月曜 1:00 - 1:30（日曜深夜） | BS放送     | 『ANIME+』枠 |
| 4th SEASON |            |                          |                              |            |              |
| 東京都     | TOKYO MX   | 2016年4月1日 - 6月24日   | 金曜 23:00 - 23:30           | 独立局     |              |
| 日本全域   | BS11       | 2016年4月4日 - 6月27日   | 月曜 1:00 - 1:30（日曜深夜） | BS放送     | 『ANIME+』枠 |

ネット配信
| 配信サイト         | 配信期間                     | 配信時間                     | 備考                                                                                       |
| 1st SEASON         | 1st SEASON                   | 1st SEASON                   | 1st SEASON                                                                                 |
| ------------------ | ---------------------------- | ---------------------------- | ------------------------------------------------------------------------------------------ |
| dアニメストア      | 2015年7月4日 - 9月26日       | 土曜 12:00 更新              |                                                                                            |
| ニコニコ生放送     | 2015年7月11日 - 10月3日      | 土曜 22:30 - 23:00           | エンドカード付き 配信タイトルの個別配信あり                                                |
| ビデオマーケット   | 2015年7月12日 - 10月4日      | 日曜 0:00 更新               |                                                                                            |
| ふらっと動画       | 2015年7月13日 - 10月5日      | 月曜 12:00 更新              |                                                                                            |
| 2nd SEASON         |                              |                              |                                                                                            |
| dアニメストア      | 2015年10月8日 - 12月31日     | 木曜 12:00 更新              |                                                                                            |
| ふらっと動画       | 2015年10月8日 - 12月31日     | 木曜 12:00 更新              |                                                                                            |
| ビデオマーケット   | 2015年10月9日 - 2016年1月1日 | 金曜 22:00 更新              |                                                                                            |
| バンダイチャンネル | 2015年10月9日 - 2016年1月1日 | 金曜 22:00 - 22:30           | SEASON1は未配信                                                                            |
| ニコニコ生放送     | 2015年10月9日 - 2016年1月1日 | 金曜 22:30 - 23:00           | エンドカード付き 配信タイトルの個別配信あり                                                |
| 3rd SEASON         |                              |                              |                                                                                            |
| dアニメストア      | 2016年1月11日 -              | 月曜 12:00 更新              |                                                                                            |
| ニコニコ生放送     | 2016年1月12日 -              | 火曜 0:00 - 0:30（月曜深夜） | エンドカード付き 配信タイトルの個別配信あり 一部チャンネルの先行配信の形でタイムシフト不可 |
| ビデオマーケット   | 2016年1月25日 -              | 月曜 12:00 更新              |                                                                                            |
| バンダイチャンネル | 2016年1月25日 -              | 月曜 12:00 更新              |                                                                                            |
| ニコニコチャンネル | 2016年1月26日 -              | 火曜 0:00 更新               | SEASON1・SEASON2は未配信                                                                   |

## エンドカード
- 1st SEASON
  - 第1回 - コザキユースケ
  - 第2回 - モタ
  - 第3回 - あかつきごもく
  - 第4回 - 黒田bb
  - 第5回 - Ryota-H
  - 第6回 - いわさきまさかず
  - 第7回 - 月神るな
  - 第8回 - HIRONOX
  - 第9回 - ふじのきともこ
  - 第10回 - 凪庵
  - 第11回 - 林志保
  - 第12回 - 猫井ヤスユキ
  - 第13回 - 石田可奈
- 2nd SEASON
  - 第1回 - マツダ
  - 第2回 - 岡崎武士
  - 第3回 - すめらぎ琥珀
  - 第4回 - 久松士郎
  - 第5回 - 上田麗奈（彩色：ハッカドールチーム）
  - 第6回 - wogura
  - 第7回 - 今泉昭彦
  - 第8回 - フカヒレ
  - 第9回 - 比村奇石
  - 第10回 - Hisasi
  - 第11回 - 堀了正
  - 第12回 - toi8
  - 第13回 - LENA（A-7）
- 3rd SEASON
  - 第1回 - 涼香
  - 第2回 - ニリツ
  - 第3回 - CHANxCO
  - 第4回 - 黒野ユウ
  - 第5回 - ミロ
  - 第6回 - 満月
  - 第7回 - 吟
  - 第8回 - 山本蒼美
  - 第9回 - 須田彩加
  - 第10回 - 伊藤依織子
  - 第11回 - カトゆー
  - 第12回 - 海島千本
- 4th SEASON
  - 第1回 - タチ
  - 第2回 - カヅホ
  - 第3回 - 藤崎賢二（原画）、田川沙里（仕上げ）、小池里恵子（撮影）
  - 第4回 - パセリ
  - 第5回 - 半田修平
  - 第6回 - 氷川へきる
  - 第7回 - はみ
  - 第8回 - 相場良祐
  - 第9回 - 水あさと
  - 第10回 - はしもとしん
  - 第11回 - 堀了正
  - 第12回 - 柊ゆたか
  - 第13回 - 植高正典